# Серпанок

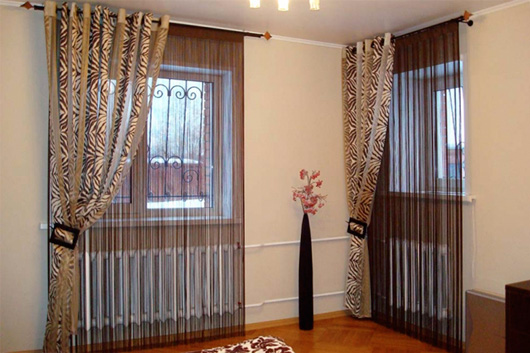
Декор з серпанком.

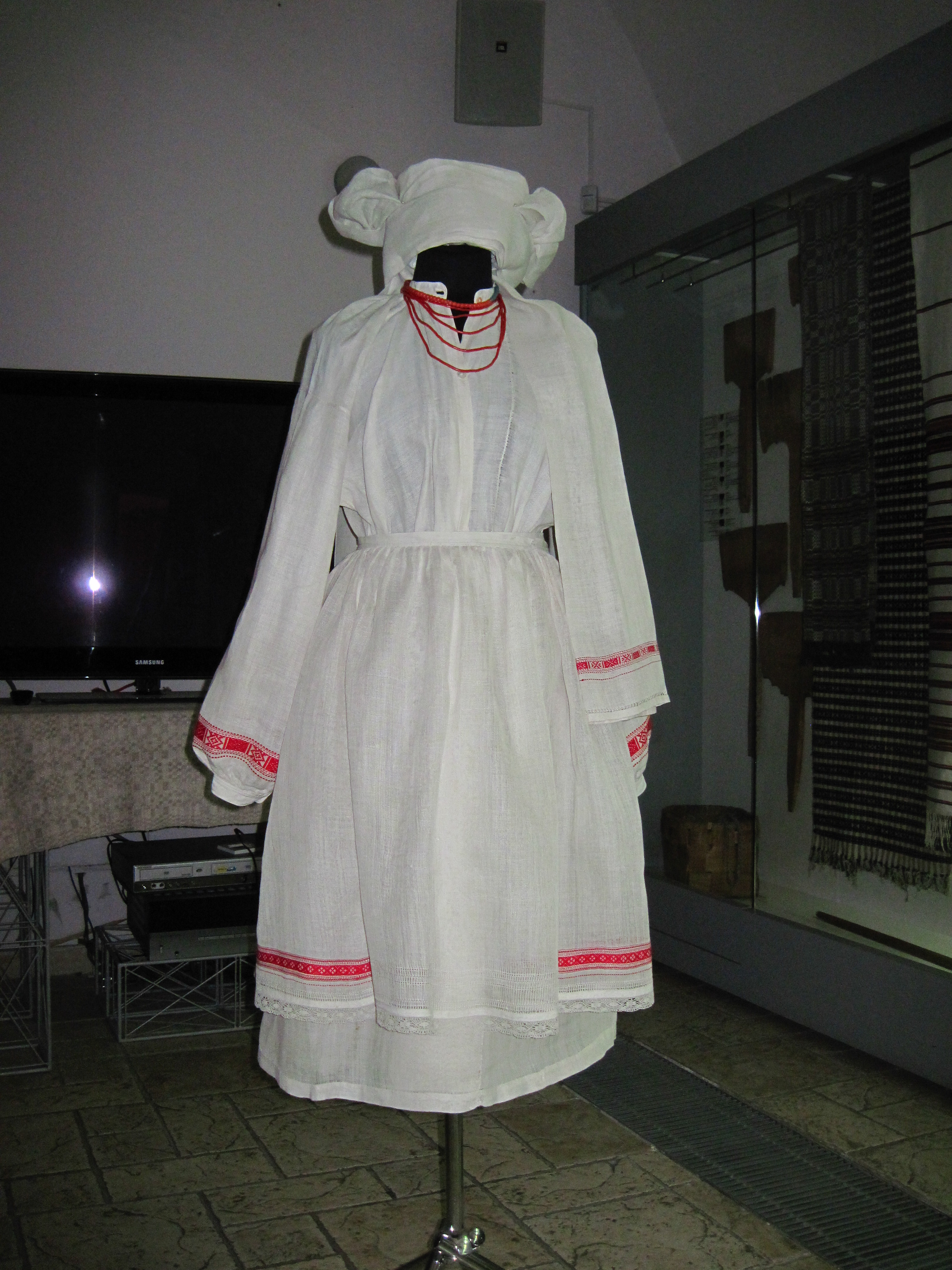
Серпанковий стрій

Серпа́нок (тур. serpenek від перс. särpänäk — «жіноча головна прикраса») — надзвичайно легка, прозора бавовняна тканина полотняного переплетення, у якої нитки основи попарно обвивають нитки утоку, взаємно перехрещуючи одна одну, а утокові лежать окремо і абсолютно прямо. Призначається головним чином для дамського туалету, а також йде на драпування, завіси тощо.
Така тканина популярна на Сході, оскільки в задушливому і жаркому південному кліматі вона затінює приміщення, дозволяючи при цьому свіжому повітрю вільно циркулювати.
Серпанком часто декорують вікна.